# Chilicola megalostigma
Chilicola megalostigma är en biart som först beskrevs av Adolpho Ducke 1908.  Chilicola megalostigma ingår i släktet Chilicola och familjen korttungebin. Inga underarter finns listade i Catalogue of Life.